# L'Ogre (roman)
Pour les articles homonymes, voir Ogre (homonymie).
L'Ogre est un roman suisse de Jacques Chessex paru le 11 septembre 1973 aux éditions Grasset et ayant obtenu le prix Goncourt la même année.

## Historique
Le roman reçoit le prix Goncourt, une année où Hervé Bazin milite pour la francophonie.

## Résumé
Jean Benjamin Calmet, professeur de latin au gymnase de la Cité à Lausanne, vient de perdre son père, médecin de profession. Des sentiments irrépressibles de honte, des tourments et des remords semblent devoir dès lors le hanter, tandis que le fantôme paternel lui apparaît, omniprésent. Ses actes, ses pensées, ses désirs, ses fantasmes, tout lui semble soudainement percé à jour par le regard de son père, désormais placé au rang omnipotent du divin. Terrassé par ce sentiment, Jean Calmet met fin à ses jours.

## Éditions
- L'Ogre, Éditions Grasset, 1973  (ISBN 9782246111412)[2].

## Adaptation cinématographique
Le cinéaste suisse Simon Edelstein a adapté le roman dans le film homonyme sorti en 1987.